# ジョージーナ・ハーディング
ジョージーナ・ハーディング（Georgina Harding, 1955年6月11日 - ）は、イギリスの作家'。

## 経歴
(https://www.shinchosha.co.jp/writer/3842/)
ロンドンの出版界で働き、1980年に来日。翌年まで東京で編集の仕事に従事。以後アジア各地、ヨーロッパ大陸を旅してまわる。
1990年、チャウシェスク政権下のルーマニア紀行『In Another Europe』を刊行。
1993年、インド南東部トランクェーバーで一歳の息子と暮らした体験を綴った『Tranquebar: A Season in South India』を刊行。
2007年刊行の『極北で』が初の小説作品。現在はエセックス州コールチェスター在住。

## 邦訳作品
- 『極北で』小竹由美子 訳、新潮社、新潮クレスト・ブックス、2009年2月

## 作品

### ノンフィクション
- 1990: In Another Europe: A Journey To Romania
- 1993: Tranquebar: A Season in South India

### フィクション
- 2006: The Solitude of Thomas Cave
- 2009: The Spy Game
- 2012: Painter of Silence
- 2016: The Gun Room
- 2018: Land of the Living